# Полковник Безмолитвенный (бронетрактор)

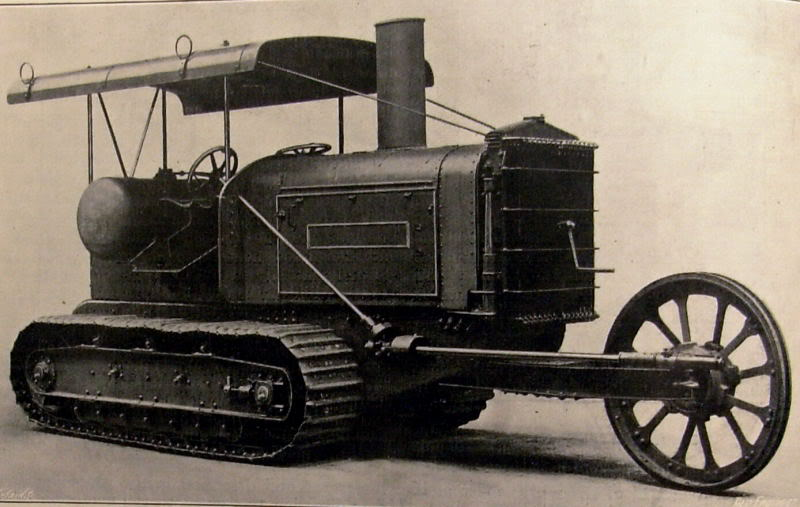
Полугусеничный трактор модели 1916 года, базовое шасси бронированного трактора «Полковник Безмолитвенный»

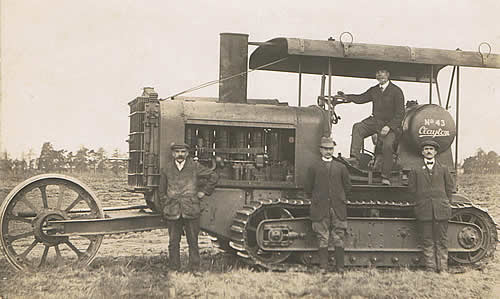
Трактор Clayton & Shuttleworth модели 1916 года, вид слева. Капот открыт, хорошо виден двигатель машины

«Полковник Безмолитвенный», известный также просто как «Клейтон» — белогвардейский полугусеничный бронированный трактор периода Гражданской войны в России. Был создан в единственном экземпляре на базе трактора Clayton силами Донской армии в 1918 году, однако оказался малопригоден для ведения боевых действий из-за перетяжелённости конструкции и использовался лишь в качестве учебной машины.

## История создания
В 1918 году силами мастерских Донской армии на базе шасси полугусеничного сельскохозяйственного трактора британской фирмы Clayton & Shuttleworth модели 1916 года был создан тяжёлый бронированный трактор с мощным пушечно-пулемётным вооружением. Машина, получившая имя «Полковник Безмолитвенный», в апреле 1919 года была передана в состав армии, однако вскоре обнаружилось, что её боевые качества низки ввиду общей перетяжелённости конструкции, и в дальнейшем она использовалась лишь для обучения экипажей бронетехники. В конце 1919 года бронетрактор, по-видимому, был разобран в связи с началом отступления сил ВСЮР на юг.

## Описание конструкции
«Полковник Безмолитвенный» имел компоновку с расположением моторного отделения в носовой, управления отделения в центральной и боевого отделения в кормовой части корпуса. Машина имела очень большой для своего класса экипаж — 11 человек; по размеру экипажа среди существовавших на тот момент танков она уступала лишь тяжёлому немецкому A7V, экипаж которого состоял из 18 человек.

### Броневой корпус
Машина имела  броневой корпус коробчатой формы со скруглёнными носовым и кормовым окончаниями и крышей, имевшей в поперечнике полукруглую форму. Переднее поворотное колесо выходило за пределы бронекорпуса и не имело дополнительной защиты.

### Вооружение
Вооружение машины состояло из одного 76,2-мм полевого орудия в кормовой части и шести 7,62-мм пулемётов «Максим» образца 1910 года, огонь из которых вёлся через амбразуры.

### Двигатель и трансмиссия
Силовая установка базового шасси — рядный 6-цилиндровый (с верхним расположением клапанов) бензиновый двигатель водяного охлаждения, производства британской фирмы National Gas Engine. Запуск двигателя осуществлялся при помощи пусковой рукоятки («кривого стартёра»). Трансмиссия — механическая.

### Ходовая часть
Ходовая часть машины — полугусеничная, состоявшая из заднего гусеничного движителя и одного переднего металлического управляемого колеса большого диаметра.
Гусеничный движитель машины, применительно к одному борту, состоял из переднего направляющего колеса с механизмом натяжения и заднего ведущего колеса, имевших большой диаметр и выполнявших также опорную функцию, семи опорных катков небольшого диаметра и трёх поддерживающих катков. Подвеска — жёсткая.